# Zeisertsweiler
Zeisertsweiler (mundartlich: Tseisərtsweiler oder Tsoəsəraschwilər) ist ein Gemeindeteil der Gemeinde Sigmarszell im bayerisch-schwäbischen Landkreis Lindau (Bodensee).

## Geographie
Das Dorf liegt circa zwei Kilometer südwestlich des Hauptorts Sigmarszell. Im Westen von Zeisertsweiler verläuft die Bundesautobahn 96, im Norden die Bundesstraße 308 (Queralpenstraße).

## Ortsname
Der Ortsname setzt sich vermutlich aus dem Personennamen Zeizarn und dem Grundwort -weiler zusammen.

## Geschichte
Zeisertsweiler wurde erstmals Mitte des 13. Jahrhunderts als Zasirswiler urkundlich erwähnt. Der Ort gehörte einst dem äußeren Gericht der Reichsstadt Lindau an.